# Coxina
Coxina is een geslacht van vlinders van de familie spinneruilen (Erebidae), uit de onderfamilie Calpinae.

## Soorten
- C. cinctipalpis Smith
- C. cymograpta Dognin, 1914
- C. ensipalpis Guenée, 1852
- C. guinocha Schaus, 1933
- C. hadenoides Guenée, 1852
- C. plumbeola Hampson, 1926
- C. thermeola Hampson, 1926
- C. turibia Schaus, 1934